# Ezra Warner
Ezra J. Warner uit Waterbury, Connecticut was een Amerikaans uitvinder, het meest bekend door zijn uitvinding van de blikopener, gepatenteerd in 1858. Zijn ontwerp was algemeen geaccepteerd door het Amerikaanse leger in de periode van de Amerikaanse Burgeroorlog. 
Door de uitvinding van ingeblikt voedsel en omdat deze blikken moeilijk waren te openen kwam al snel een vraag naar een goede blikopener. Hongerige soldaten probeerden de blikken vaak te openen met hun geweerbajonet of met een geweerschot. Ook gebruikte men voor het doorboren van het deksel vaak een hamer en beitel of een zaag. Het openen leidde vaak tot een knoeiboel en was zelfs zo gevaarlijk dat er zo nu en dan gewonden vielen. 
De blikopener van Ezra Warner had een bajonet die in het blik werd gedrukt, waarbij een metalen aanslag ervoor zorgde dat deze niet te ver in het blik doordrong. Het andere onderdeel was een snijijzer dat in het blik gedrukt en rondom de kant van het blik wegzaagde. De blikopener was niet erg geschikt voor huishoudelijk gebruik omdat hij nogal gevaarlijk was in het gebruik. Kruideniers openden daarom de blikken voor hun klanten voordat deze de zaak verlieten. De eerste gebruiksvriendelijke blikopener voor huishoudelijk gebruik werd gepatenteerd door William Lyman.